# Ockragul älvmätare
Ockragul älvmätare (Hydrelia flammeolaria) är en fjärilsart som beskrevs av Hüfnagel 1767. Ockragul älvmätare ingår i släktet Hydrelia och familjen mätare. Arten är reproducerande i Sverige. Inga underarter finns listade i Catalogue of Life.

## Bildgalleri

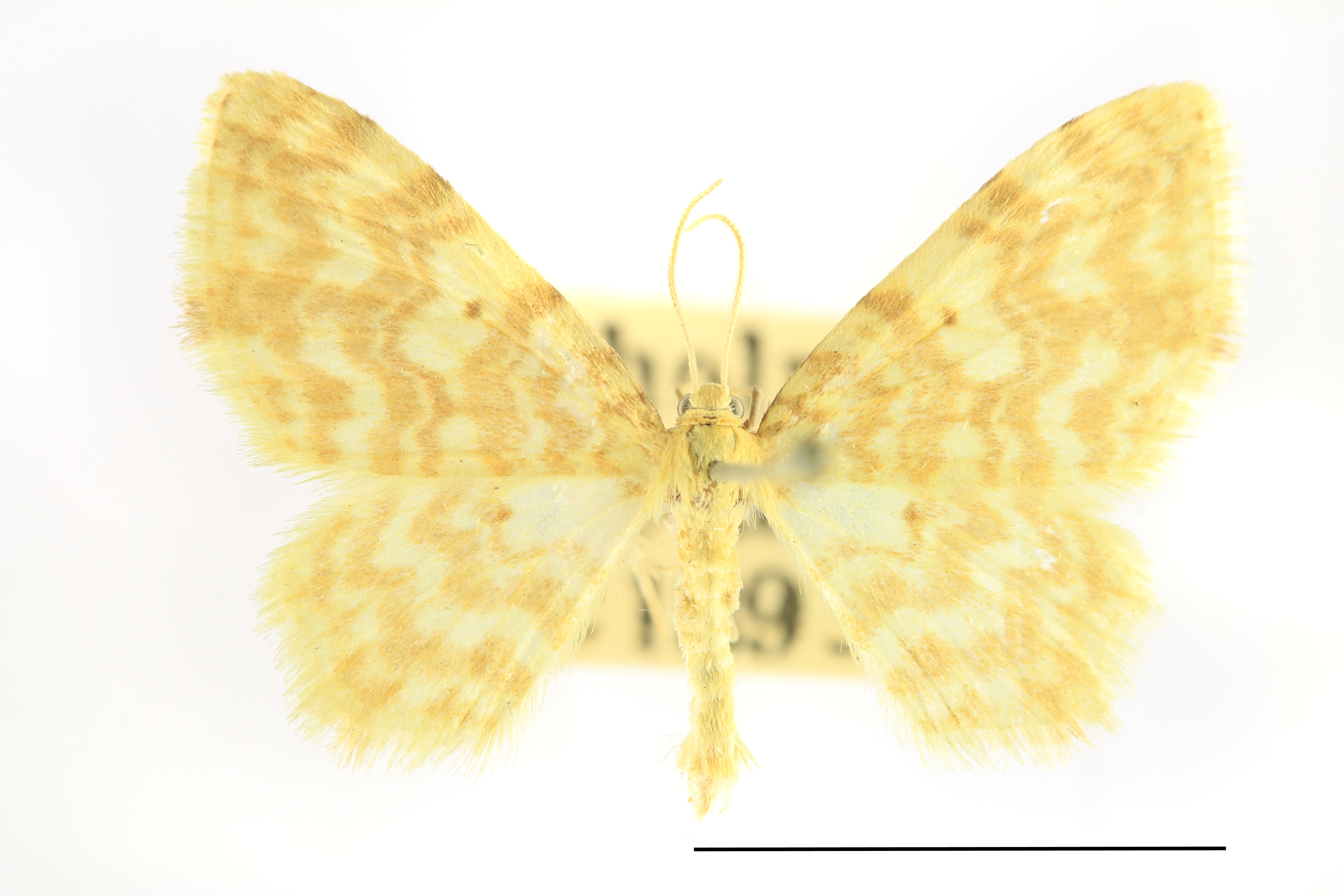
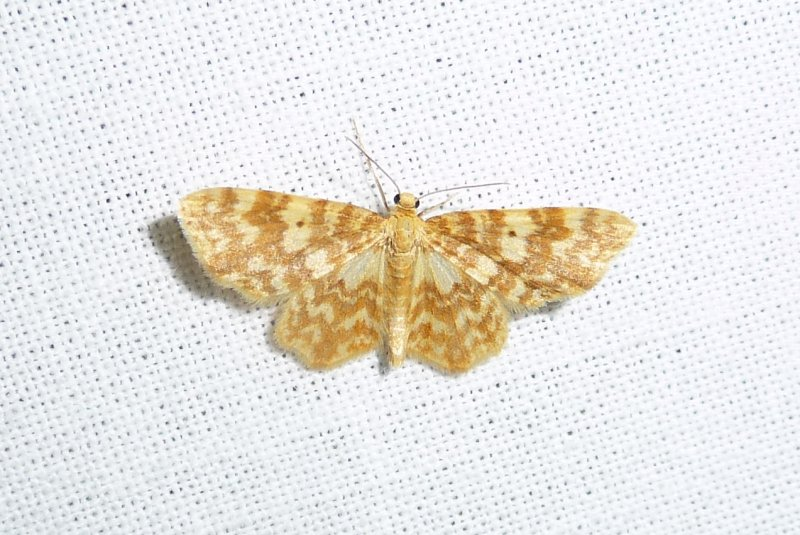
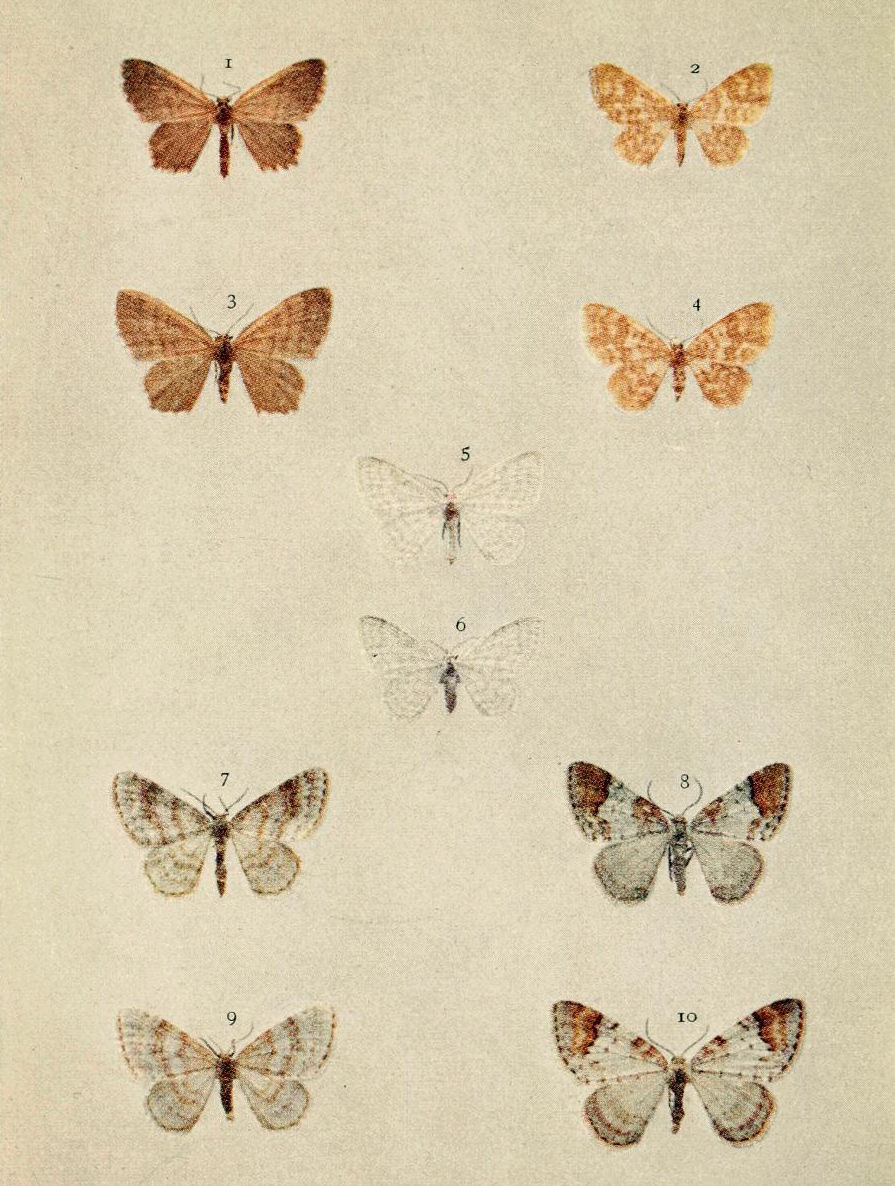